# Коржумбаев, Юрий Ермекович
Юрий Ермекович Коржумбаев (1939—2002) — советский и казахстанский деятель спецслужб, полковник. Начальник отдела «А» в 1992—1993 годах.

## Биография
Уроженец Карагандинской области, окончил Казахский горно-металлургический институт. Работал сменным мастером, начальником участка шахты комбината «Карагандауголь».
С 1969 по 1991 годы — сотрудник КГБ СССР. Занимал должности оперуполномоченного, старшего оперуполномоченного, начальника отделения и начальника отдела. Дослужился до поста заместителя начальника 1-го управления Комитета государственной безопасности Казахской ССР. В качестве сотрудника 1-го разведывательного управления КГБ Казахской ССР участвовал в Афганской войне.
В 1992—1993 годах был командиром отдела «А» (он же спецподразделение «Альфа» или «Арыстан») Комитета национальной безопасности Республики Казахстан.

## Награды
- Орден Красной Звезды[1]
- Шесть медалей[1], в том числе
  - Медаль «В ознаменование 100-летия со дня рождения Владимира Ильича Ленина»[2]
  - Медаль «60 лет Вооружённых Сил СССР»[2]
  - Медаль «70 лет Вооружённых Сил СССР»[2]
  - Медаль «За безупречную службу» II и III степеней[2]
- Почётная грамота Верховного Совета Казахской ССР[1]